# Þingeyri
Þingeyri é uma localidade na Islândia. Em 2018 tinha uma população de cerca de 276 habitantes.